# Bruno Marioni
Bruno Marioni (ur. 15 czerwca 1975 w San Nicolás de los Arroyos jako Bruno Giménez) – argentyński piłkarz grający na pozycji napastnika. Posiada również włoskie obywatelstwo. Obecnie trener piłkarski.

## Kariera klubowa
Karierę rozpoczął w słynnym Newell’s Old Boys, z którego odszedł w 1997 roku do Estudiantes La Plata. Stamtąd wyjechał na rok do Portugalii, aby reprezentować barwy Sportingu. Następnie wrócił do rodzinnego kraju, do CA Independiente. Po roku znów wyjechał do Europy, tym razem do Hiszpanii i został zawodnikiem Villarrealu. Potem powrócił do Independiente, ale niedługo potem został zawodnikiem hiszpańskiego CD Tenerife. W 2003 roku po raz trzeci wrócił do popularnych „Diablos Rojos”. Rok później został graczem meksykańskiego UNAM Pumas. W barwach tego klubu zdobył pierwszy tytuł króla strzelców ligi meksykańskiej w sezonie Clausura 2004. Drugi tytuł zdobył w Aperturze 2006, już w Deportivo Toluca. W styczniowym okienku transferowym zasilił Boca Juniors, jednak już po roku powrócił do Meksyku, konkretnie do Atlasu, z którego został wypożyczony do Pachuki. Profesjonalną karierę piłkarską zakończył 12 listopada 2009 w wieku 34 lat w Tecos UAG.